# Käte Richter-Lohse
Käte Richter-Lohse (geb. Lohse; * 5. November 1904 in Zwickau; † 8. Mai 1956 ebenda) war eine deutsche Malerin und Grafikerin.

## Leben und Werk
Käte Richter-Lohse war die Tochter des Zwickauer Lehrers Otto Lohse und heiratete später einen Lehrer, mit dem sie in einem erzgebirgischen Dorf lebte. In dieser Zeit prägte sich ihr künstlerisches Interesse und Schaffen. Sie malte vor allem bunte Bilder für Kinder und volkstümliche Szenen mit Kindern, Blumenstücke und Landschaften.
Käte Richter-Lohse lebte nach dem Tod ihres Mannes als freischaffende Malerin und Grafikerin in Zwickau und gehörte dort zu den lokal wichtigen Künstlern ihrer Generation. Im Dezemberheft 1941 veröffentlichte die Zeitschrift des Heimatwerks Sachsen zu einem Gedicht des nazistischen Dichters Wolfram Brockmeier ihre Zeichnung Erzgebirgische Singkinder.
Nach dem Ende des NS-Staats war wohl der Greifenverlag Rudolstadt ihr wichtigster Auftraggeber, für den sie u. a. Illustrationen zu Büchern für Kleinkinder schuf.
Das Zwickauer Adressbuch verzeichnete Käte Richter-Lohse 1947 in der Ludwig-Richter-Straße 10.

## Weitere Werke (Auswahl)

### Freie Zeichenkunst
- Gang in den Frühling (Aquarell)[1]
- Singende Kinder (farbige Zeichnung)[2]
- Vor der Einfahrt (Zeichnung)[3]

### Kinderbuch-Illustrationen (unvollständig)
- Else Müller: Teddys Abenteuer. Verlag Karl Müller, Greiz/Zwickau, 1947
- Ein kleines Bilderbuch. Greifenverlag Rudolstadt, 1947
- Lotte Harnack: Kinder-Land. Schöne Bilder für unsere Kleinen. Karl Müller, Zwickau, 1950

## Ausstellungen (mutmaßlich unvollständig)
- 1947: Zwickau, Städtisches Museum („5 Zwickauer Maler und Graphiker stellen aus“; mit Helmut Lang, Willy Lang, Karl-Heinz Schuster und Alfred Tröger)[4]
- 1947: Freiberg, Stadt- und Bergbaumuseum („2. Ausstellung Erzgebirgischer Künstler“)[5]
- 1949: Glauchau, Stadt- und Heimatmuseum („Frühjahrskunstausstellung“ des Zwickauer Künstlerkreises)